# 4426-os mellékút (Magyarország)
A 4426-os számú mellékút egy bő 22 kilométer hosszú, négy számjegyű országos közút Békés vármegye és Csongrád-Csanád vármegye területén; Tótkomlóstól vezet Makó északi határvidékéig.

## Nyomvonala
Tótkomlós belterületének nyugati szélén indul, az ott nagyjából északkelet-délnyugati irányban húzódó 4432-es útból kiágazva, kevéssel annak a 45. kilométere után. Délkelet felé vezet a kezdeti szakasza, Móricz Zsigmond utca néven, és kevesebb, mint 800 méter után kilép a város házai közül. Nem sokkal ezután délnek fordul, a város – és egyben Békés vármegye, illetve az Orosházi járás – déli határát már így lépi át, 2,4 kilométer után.
Csongrád-Csanád vármegye Makói járásában, ezen belül is Nagyér határai között folytatódik, a község lakott területeit 4,3 kilométer után éri el; a belterületen a Szabadság út nevet viseli, így éri el a falu déli szélét, 5,5 kilométer után. Már a legdélebbi házakon is túl jár, amikor, kevéssel a hatodik kilométere előtt kiágazik belőle kelet felé a 44 327-es számú mellékút: ez vezet a településen áthaladó Mezőtúr–Battonya-vasútvonal Nagyér megállóhelyére.
6,3 kilométer után az út már Ambrózfalva területén jár, és kevéssel ezt követően el is éri a község legészakabbi házait. A belterületen a Dózsa György utca nevet veszi fel, a 8. kilométerénél pedig már egy újabb település, Pitvaros határát lépi át. E község belterületére 9,7 kilométer után lép be, a Kossuth utca nevet felvéve, majd a központban egy körforgalomba fut bele, ahonnan 90 fokos irányváltást véve nyugat felé folytatódik. Ugyanebbe a körforgalmú csomópontba érkezik kelet felől, majd folytatódik dél felé a 4434-es út, e két útvonal tehát találkozik ugyan itt, de nem keresztezik egymást.
A körforgalmat elhagyva a 4426-os a Mezőhegyesi út nevet veszi fel, így lép ki nyugat felé a falu házai közül, 10,7 kilométer után. Ott egy kicsit északabbi irányt vesz, így keresztezi Pitvaros és Csanádalberti határát is, kevéssel a 11,450-es kilométerszelvénye előtt. 12,1 kilométer után éri el a település belterületének keleti szélét, ott ismét nyugati irányba fordul és a Fő út nevet veszi fel. Alig több mint egy kilométerrel arrébb újból külterületre érkezik, 15,4 kilométer teljesítését követően pedig átlépi Makó határát.
A város nagy kiterjedésű északi tanyavilága közt húzódva az útnak több kisebb-nagyobb irányváltása következik, mígnem nagyjából délnyugati irányban haladva eléri a Makóhoz csatolt, egykor önálló Rákos település keleti szélét. Ott ér véget, egy delta csomóponttal csatlakozva a 4425-ös úthoz, kevesebb, mint száz méterre attól a ponttól, ahol az kiágazik – amúgy szintén delta csomóponttal – a Békéscsaba-Makó közti 4432-es útból. A végponti deltának északi ága viseli a 4426-os, déli ága a 4425-ös számozást, a 42 méter hosszú keleti ág pedig önállóan számozódik, 92 505-ös útként.
Teljes hossza, az országos közutak térképes nyilvántartását szolgáló kira.gov.hu adatbázisa szerint 22,335 kilométer.

## Települések az út mentén
- Tótkomlós
- Nagyér
- Ambrózfalva
- Pitvaros
- Csanádalberti
- Makó-Rákos

## Története
1934-ben a kereskedelem- és közlekedésügyi miniszter 70 846/1934. számú rendelete a Tótkomlós-Pitvaros közti szakaszát harmadrendű főúttá nyilvánította, az Orosháza és Csanádpalota között húzódó 433-as főút részeként; fennmaradó szakaszát a rendelet alapján 1937-ben kiadott közlekedési térkép mellékúti kiépítettséggel jelöli.
Egy dátum nélküli, feltehetőleg 1949 körül készült térkép a Pitvaros és Rákos (a térkép felirata szerint: Rákosi-csárda) közti szakaszát harmadrendű főútként tünteti fel, a Gyulától egészen idáig húzódó 438-as út részeként
3,979 kilométeres szakaszát (a 6+413 és a 10+392 kilométerszelvények között) 2019 második felében újították fel, a Magyar Falu Program útjavítási pályázatának I. ütemében, Pitvaros és Ambrózfalva települések területén.